# Marienplatz 21 (München)

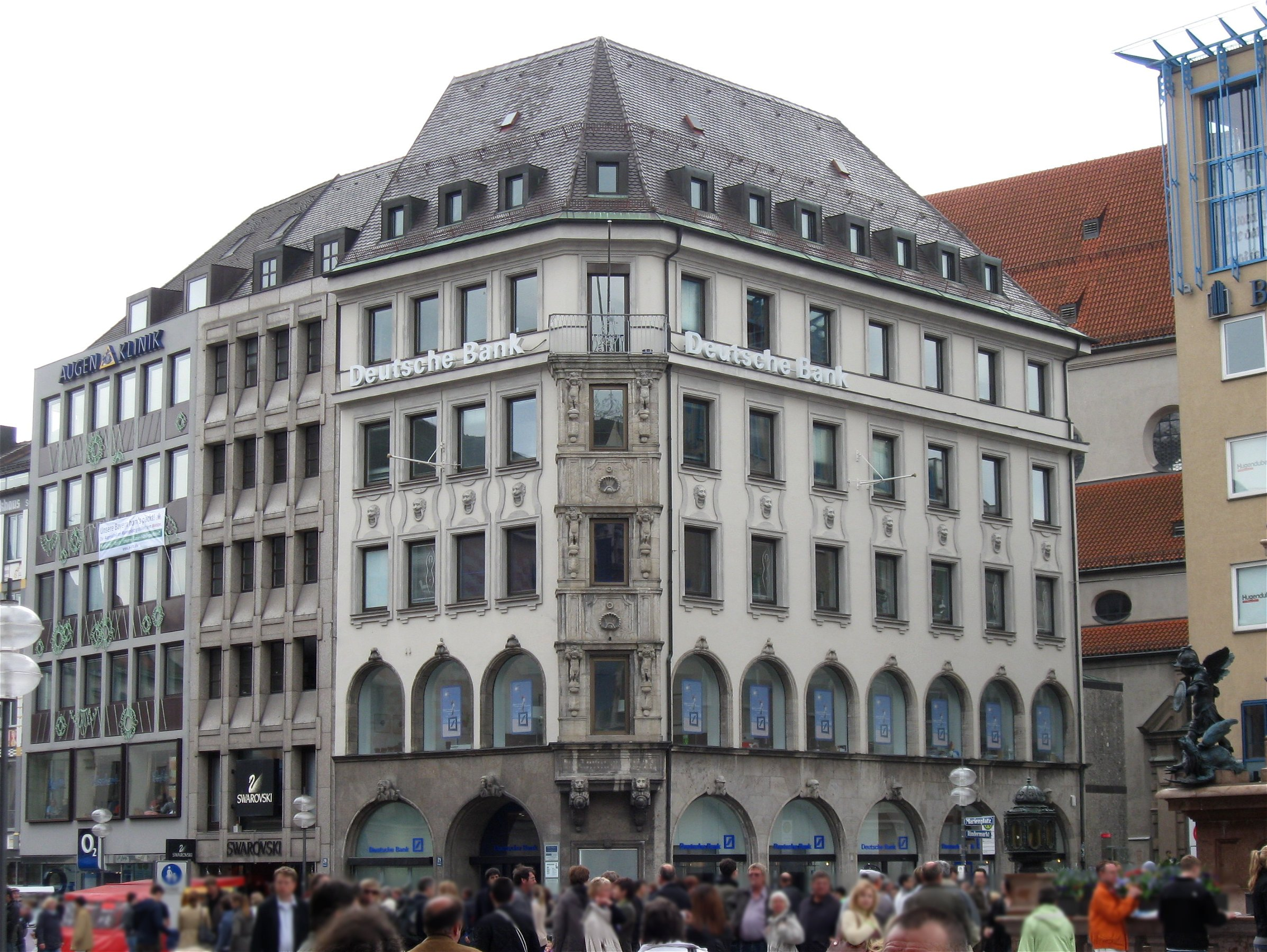
Marienplatz 21

Das Haus Marienplatz 21 in München ist ein Wohn- und Geschäftshaus, das als Baudenkmal in die Bayerische Denkmalliste eingetragen ist. Dieses Haus ist das einzige noch erhaltene Haus von der Bebauung des Marienplatzes vor dem Zweiten Weltkrieg. In dem Haus befinden sich eine Filiale von Nespresso, eine Anwaltskanzlei sowie Arztpraxen.

## Lage
Das Haus liegt an der Südseite des Platzes an der Ecke, an der der Rindermarkt auf den Platz stößt. Die Südseite des Hauses liegt am Petersplatz gegenüber der Peterskirche.

## Geschichte
In dem Stadtmodell Münchens von Jakob Sandtner (1570) steht an dieser Stelle ein drei- bis viergeschossiges Eckhaus mit zwei Flacherkern und Giebel zum Marienplatz. Im 19. Jahrhundert wurde es zu einem fünfgeschossigen Bau mit Arkaden im Erdgeschoss umgebaut. 1910 wurde dieses Haus abgerissen und 1911 durch den heute noch bestehenden Bau nach Plänen von Georg Meister ersetzt.

## Beschreibung

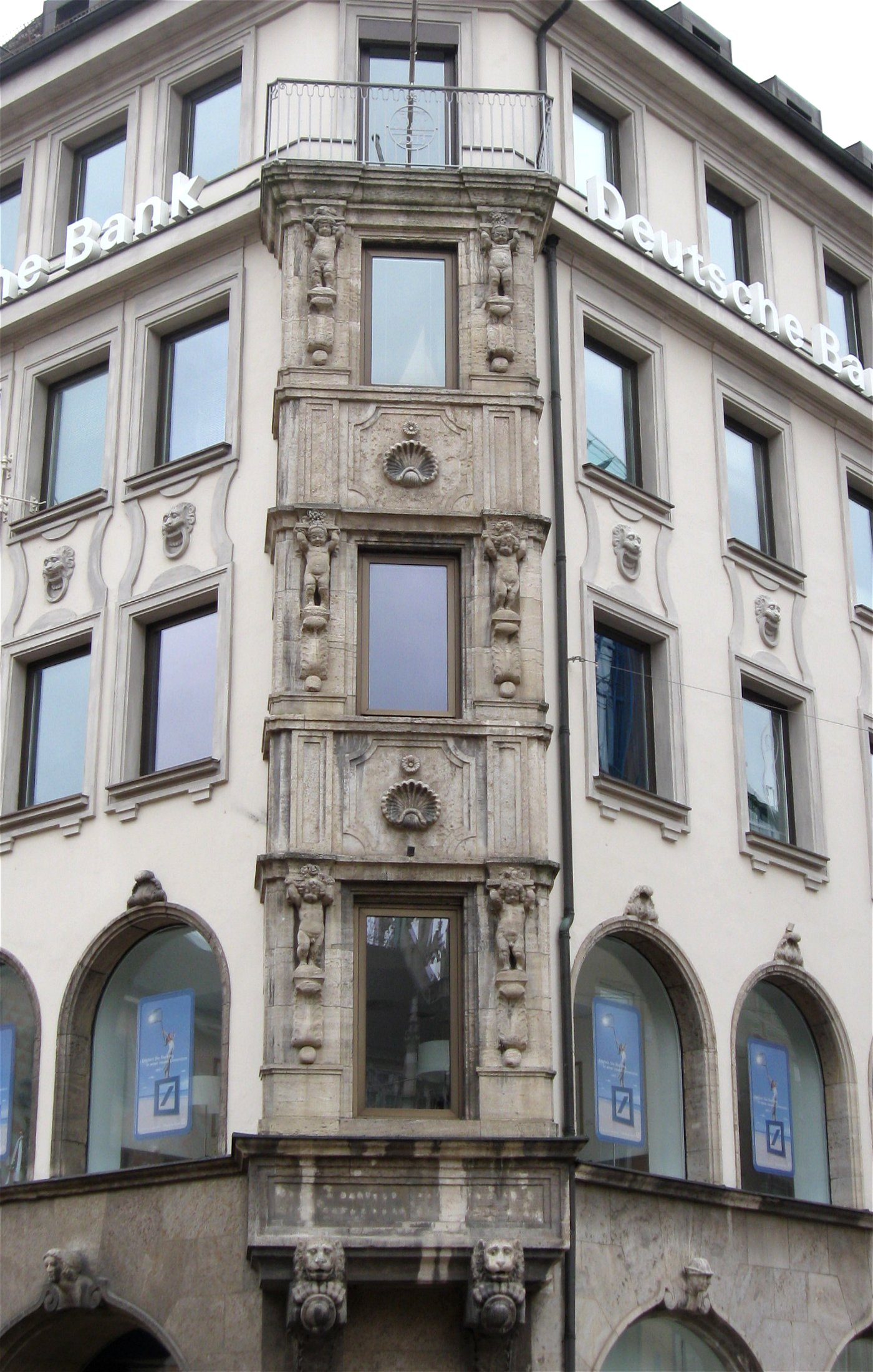
Eckerker am Haus Marienplatz 21

Das Haus ist fünfgeschossig und hat im Erdgeschoss große Rundbogenarkaden. Das erste Obergeschoss hat Rundbogenfenster, die drei weiteren Geschosse Rechteckfenster. Die am Marienplatz gelegene Schmalseite hat vier Fensterachsen, die am Rindermarkt gelegene Längsseite sieben. Den vier Fensterachsen der drei obersten Geschosse am Marienplatz entsprechen im ersten Obergeschoss drei Rundbogenfenster und im Erdgeschoss zwei Arkaden. Auf der Längsseite hat auch das erste Obergeschoss sieben Rundbogenfenster, im Erdgeschoss sind es fünf Arkaden.
Die Ecke Marienplatz/Rindermarkt ist abgeschrägt. Vom ersten bis zum dritten Obergeschoss erstreckt sich ein Natursteinerker, der im vierten Obergeschoss durch ein Balkongitter abgeschlossen wird.
An der Ostseite des Gebäudes befindet sich ein schmaler Innenhof. Zwischen diesem Hof und dem Eingang an der Südseite des Hauses gegenüber von St. Peter befindet sich das Treppenhaus.